# فرزانه کرم‌پور
فرزانه کرم‌پور (زاده ۲۸ بهمن ۱۳۳۳ کرمانشاه - ) نویسنده اهل ایران است.

## زندگی‌نامه
فرزانه کرم‌پور ۲۸ بهمن ۱۳۳۳ در کرمانشاه به دنیا آمد. پدر و مادر او اهل شیراز بودند و به دلیل مسائل شغلی به کرمانشاه آمده‌بودند. مدت اندکی پس از تولد فرزانه کرمانشاه را ترک کرده و به تهران رفتند و فرزانه کرم‌پور در تهران بزرگ شد و به مدرسه رفت.
 فرزانه کرم‌پور در تهران پس از تحصیلات عمومی به دانشگاه علم و صنعت ایران رفت و در رشته راه و ساختمان تحصیل کرد. او نوشتن را به صورت جدی از سال ۱۳۷۴ آغاز کرد. او چهار کتاب سه رمان و یک مجموعه داستان کوتاه آماده چاپ دارد. 
او همچنین بنیان‎گذار جایزه ادبی بهمن با کمک نشر دف است که هر سال به منظور کشف و معرفی استعدادهای تازۀ نویسندگی در ایران برگزار می‎‌شود.

## ویژگی‌های نویسندگی
کرم‌پور از جمله نویسندگانی است که داستان‌هایش را با توصیف فضاهای پیچیده و درهم‌تنیده پیش می‌برد و به ندرت به شخصیت‎پردازی و خلق دیالوگ‌های طولانی بین شخصیت‌های داستان‌هایش می‌پردازد. او ضمن بهره‌گیری از تکنیک‌های جدید داستان‌نویسی بر آن است که زبانی ساده و قابل فهم را نیز برای عموم خوانندگان حفظ کند. در سال‌های اخیر وی به همراه دو نویسندۀ دیگر (لادن نیکنام و مهناز رونقی) رمانی مشترک به نام علائم حیاتی یک زن نوشته‌اند. این رمان با رویکردی اجتماعی-روانشناسی، داستان زندگی سه زن را در سه فصل مجزا شامل می‌شود که توسط سه نویسنده زن نوشته شده‌است.

## آثار

### مجموعه‌داستان
- کشتارگاه صنعتی، ۱۳۷۶، نشر ایران‌جام، چاپ دوم، ۱۳۷۹، نشر راهیان اندیشه
- ضیافت شبانه، ۱۳۷۸، نشر راهیان اندیشه
- توفان زیر پوست، ۱۳۸۰، نشر امید بهادر و چکاد
- حوا در خیابان، ۱۳۸۵، نشر بازتاب نگار

### داستان بلند
- دعوت با پست سفارشی، ۱۳۸۲، تهران: کاروان

### رمان
- نقطۀ گریز، تهران: علمی، ۱۳۸۳.

### نقد
- نقدهایی بر ادبیات داستانی، به همراه مهری بهفر، تهران: نشر هیرمند، ۱۳۸۴.